# Mušle (ornament)

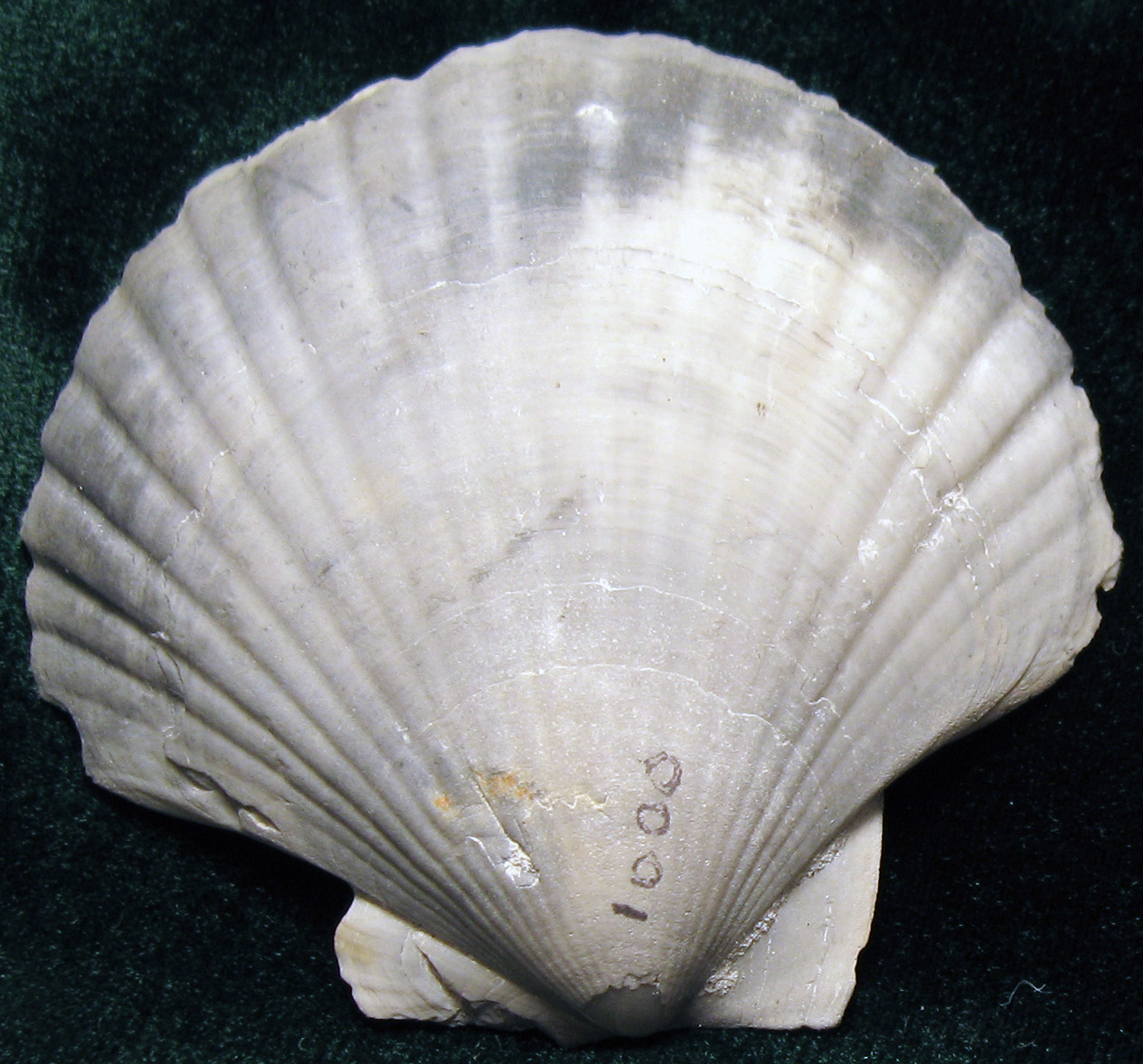
Lastura hřebenatky

Mušle je v architektuře, v sochařství i v malířství ornament, odvozený od lastury zejména hřebenatky jakubské. Další stylizací se v rokoku mušle mění v rokaj.

## Historie
Lastury hřebenatky sloužily už ve středověku jako odznak poutníků k svatému Jakubu do španělské Compostely. Odtud se objevují i na jeho sochách a od 15. století i jako obecný stylizovaný ornament na obrazech, fasádách a portálech, na kašnách a sochách, často v barokní zahradní architektuře. Mušle může být zobrazena jak ze svrchní (vypuklé), tak i z vnitřní (vyduté) strany.